# Анастасий (Ключарёв)
Епи́скоп Анаста́сий (в миру Алексе́й Ива́нович Ключарёв; 17 марта 1777, село Куростровское, Холмогорский уезд, Архангелогородская губерния — 22 марта 1851, Антониев Сийский монастырь, Архангельская губерния) — епископ Русской православной церкви, епископ Екатеринославский и Таганрогский.

## Биография
Родился 17 марта 1777 года в семье священника Куростровского прихода Холмогорского уезда Архангельской губернии.
В 1800 году окончил курс Архангельской духовной семинарии и по окончании курса, назначен был в ней, как лучший ученик, преподавателем грамматики.
В марте 1801 года рукоположён во диакона к Благовещенской церкви Архангельска с оставлением учителем, а 18 октября 1802 года — во священника в Лявленский приход.
4 июля 1805 года переведён в Архангельск, в Благовещенскую церковь, одновременно продолжал преподавать в семинарии.
Всесторонняя деятельность преосвященного Анастасия в Архангельской епархии, точное исполнение им многочисленных и разнообразных поручений и своих обязанностей воспитали из него опытного епархиального деятеля, и он сделался известным Святейшему Синоду.
Овдовел. 31 октября 1810 года пострижен в монашество и определён настоятелем Красногорского монастыря Архангельской епархии.
В ноябре 1817 года возведён в сан игумена Николаевского Корельского монастыря Архангельской епархии.
4 апреля 1820 года возведён в сан архимандрита, настоятель Михаило-Архангельского монастыря в Архангельске.
В 1824 году переведён настоятелем в Свято-Троицкий Антониево-Сийский монастырь Архангельской епархии.
В декабре 1828 года определен настоятелем Трегуляева Предтечева монастыря Тамбовской епархии.
С 1829 года — и. д. ректора Тамбовской духовной семинарии.
В 1833 году вызван в Санкт-Петербург на чреду служения и проповедь слова Божия.
13 мая 1834 года хиротонисан во епископа Старорусского, викария Новгородской епархии.
С 22 мая 1837 года — епископ Екатеринославский и Таганрогский.
В 1837 году сильная болезнь глаз, доведшая его до почти полной слепоты, заставила епископа Анастасия проситься на покой.
Просьба его была удовлетворена, и 16 апреля 1838 года его уволили на покой с пенсией 2600 руб./год. Проживал в Троице-Сергиевой лавре. В 1839 году московский офтальмолог П.П. Броссе смог в значительной степени вернуть ему зрение. В 1843 году по личной просьбе назначен управляющим в родной Антониево-Сийский монастырь, внешнему и внутреннему благоустройству которого посвятил все свои остальные годы жизни.
Скончался 22 марта 1851 года. Погребение совершено Варлаамом, епископом Архангельским и Холмогорским 31 марта.